# Frank Borman
Frank Frederick Borman (født 4. marts 1928, død 7. november 2023) var en amerikansk astronaut. Han var kaptajn på Gemini 7- og Apollo 8-missionerne. Med Apollo 8 fløj han som en af de første rundt om Månen.
Borman var med til at undersøge omstændighederne omkring Apollo 1-ulykken i 1967.

## Fiktion
Astronauten Dave Bowman fra Arthur C. Clarkes roman Rumrejsen år 2001 bygger på NASA's Frank Borman.

## Galleri
- Gemini-fartøj
- Apollo 8 besætning på vej mod nedtælling.
- Månebillede fra Apollo 8.